# Espiroadenoma
El espiroadenoma, también llamado espiroadenoma ecrino, es un tipo de tumor benigno que afecta a la piel, sus células derivan de las glándulas sudoríparas ecrinas situadas en la piel. Se presenta como un nódulo superficial que puede aparecer en cualquier parte del cuerpo, es de crecimiento lento, color rojizo o azulado y consistencia dura. Suele alcanzar un tamaño de entre 1 y 3 cm de diámetro y tiene la particularidad de ser doloroso. El dolor puede ser espontáneo, aunque más frecuentemente es desencadenado por presión o contacto, es intenso pero de corta duración, habitualmente dura solo uno o dos minutos. Se trata de un tumor raro que fue descrito por primera vez en 1956 por Kersting y Helwig. Generalmente se presenta como un nódulo único solitario, en ocasiones existen lesiones múltiples que por su distribución pueden recordar al herpes zóster, distribución zosteriforme. El tratamiento recomendado es la cirugía con extirpación de la lesión. Excepcionalmente se han descrito en la literatura médica algunos casos en los que la tumoración se ha transformado en cáncer  (espiradenocarcinomas ).